# Antonio Maceo
 (janvier 2017).
Si vous disposez d'ouvrages ou d'articles de référence ou si vous connaissez des sites web de qualité traitant du thème abordé ici, merci de compléter l'article en donnant les références utiles à sa vérifiabilité et en les liant à la section « Notes et références ».
Pour les articles homonymes, voir Maceo.
Maceo  Grajales est un nom espagnol. Le premier nom de famille, en général paternel, est Maceo ; le second, en général maternel, souvent omis, est Grajales.
Antonio Maceo y Grajales, né le 14 juin 1845 à San Luis, mort au combat le 7 décembre 1896 à Punta Brava, est un combattant et héros de la lutte pour l'indépendance de Cuba. Il participe à plus de 900 combats dans la guerre des Dix Ans (1868-1878) et la guerre d'indépendance (1895-1898). Il a été surnommé le Titan de Bronze pour sa force et sa couleur de peau. Les Espagnols surnomment Maceo aussi « Le plus grand lion ». Maceo était l'un des plus remarquables chefs de la guérilla au XIXe siècle en Amérique latine, comparable à José Antonio Páez au Venezuela pour sa perspicacité militaire.

## Premières années
Maceo était le fils d'un fermier vénézuélien et marchand de produits agricoles, Marcos Maceo, et d'une femme afro-cubaine, Mariana Grajales Cuello. Son père a déménagé de Caracas au Venezuela à Santiago de Cuba à Cuba en 1823, après que certains de ses compagnons soient exilés de l'Amérique du Sud. José Antonio Maceo y Grajales est né le 14 juin 1845, dans la ville de San Luis, dans la province d'Oriente (en) à l'extérieur de Santiago de Cuba, dans une ferme connue des locaux sous le nom de Jobabo. Bien que son père lui ait enseigné le maniement des armes et la direction de leurs petites propriétés, c'était sa mère, Mariana Grajales, qui lui a inculqué le sens de l'ordre. Cette discipline maternelle aura une importance dans le développement de la personnalité de Maceo et se retrouvera plus tard dans ses actes en tant que chef militaire.
À l'âge de 16 ans, Maceo a travaillé pour son père, livrant des produits et des fournitures avec des mules. Son commerce en tant qu'entrepreneur et fermier était une réussite. En tant qu'aîné des enfants, il a hérité des qualités managériales de son père et deviendra plus tard un général décoré. Maceo éprouvait un vif intérêt pour les sujets politiques et a été initié aux mystères de la franc-maçonnerie. La franc-maçonnerie cubaine a été influencée par les principes de la révolution française « Liberté, égalité, fraternité » et par les principaux principes suivants : Dieu, Raison, Vertu.

## La Guerre des Dix ans
Approximativement deux semaines après la révolte du 10 octobre 1868 menée par Carlos Manuel de Céspedes contre l'Espagne connue sous le nom de « Le cri de Yara », Maceo, avec son père et ses frères se joignirent à la guerre. Mariana Grajales a suivi les membres de sa famille dans la manigua (bois et campagne la plus sauvage) pour soutenir les mambises, noms donnés aux rebelles cubains au XIXe siècle. Les Maceo se sont engagés comme soldats quand la guerre des Dix ans (1868-1878) a commencé. En cinq mois, Antonio Maceo a été promu commandant, quelques semaines après, il a été promu lieutenant-colonel.
Il éprouvait particulièrement de la reconnaissance et de l'admiration en tant que chef et stratège militaire pour le remarquable dominicain Máximo Gómez qui est devenu les années suivantes le général en chef de l'armée de libération cubaine. L'emploi de la machette par Máximo Gómez comme un substitut à l'épée espagnole (en raison de la rareté des armes à feu et des munitions) a été rapidement adopté par Maceo et ses troupes.
Antonio Maceo a rejeté les séditions militaires de Lagunas de Varona et Santa Rita, qui a endommagé l'unité des troupes indépendantes et a favorisé un régionalisme à Las Villas. Cette attitude contrastait avec le style de direction exercée par Vicente Garcia González, qui a évité les héroïques premières lignes pour favoriser des plans laissant les soldats derrière les lignes de front et qui a défendu une approche régionale à la sécession. Cette dernière vision et les schémas imprécis de García ont été complètement rejetés par Maceo quand celui-ci a demandé du soutien pour constituer un « nouveau gouvernement révolutionnaire ».
Divisions, régionalisme et indiscipline étaient les raisons principales expliquant le déclin de la révolution, dont le général espagnol Arsenio Martínez-Campos Antón, appelé aussi capitaine général de Cuba a tiré de nombreux avantages. En tant qu'officier d'honneur, il a offert des garanties de paix, une amnistie pour les hommes  révolutionnaires et des réformes légales en échange de la cessation des hostilités qui a duré environ dix années en 1878. Pendant la même période, le gouvernement espagnol a continué à concentrer plus de forces pour encercler les forces rebelles cubaines en diminution.

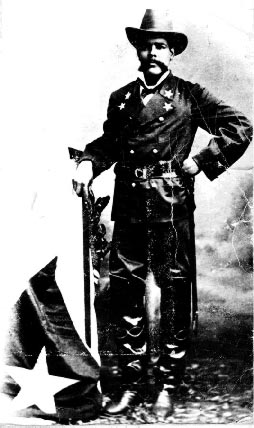
Le général Antonio Maceo en uniforme

Lorsque le président Carlos Manuel de Céspedes trouve la mort à la bataille de San Lorenzo en 1874, Antonio Maceo lui succède à la tête des rebelles. Une partie des rebelles renonce à la lutte par le traité de Zanjón, conclu le 10 février 1878, à l'initiative du général espagnol Arsenio Martínez-Campos Antón.
Quant au général Antonio Maceo, il refuse le pacte de Zanjón qui n'accorde à l'île qu'une autonomie relative et qui, de plus, maintient l'esclavage. Le bénéfice immédiat était l'amnistie pour ceux impliqués dans le conflit et la liberté pour les soldats noirs qui avaient combattu dans l'armée de libération. Maceo ne reconnut pas le traité comme valide et n'a pas adhéré à l'amnistie proposée. Lui et d'autres mambises (soldats indépendants) ont rencontré le général Arsenio Martínez-Campos Antón le 15 mars 1878 pour discuter des conditions de la paix. Maceo ne voulait pas de paix sans indépendance, ni sans l’abolition de l’esclavage.
Cette rencontre, connue sous le nom de Protestation de Baraguá, a commencé avec un messager envoyé par un autre officier gradé cubain à Maceo qui a proposé une embuscade contre le général espagnol. Maceo a rejeté le plan, informant les prétendants conspirateurs via une lettre : « Je ne veux pas d'une victoire si elle est accompagnée d'un déshonneur ». Protagoniste de la « Protestation de Baraguá » (15 mars 1878), il est le symbole de la fermeté et du courage face au pouvoir colonial. Antonio Maceo marque ainsi la place accordée aux « gens de couleur » dans le processus indépendantiste. Plus encore, le Titan de Bronze est érigé en symbole du métissage et de la réconciliation raciale.
Après avoir respecté la trêve pour une rencontre de quelques jours, Maceo reprit les hostilités. Pour sauver sa vie, le gouvernement de la république de Cuba lui proposa de rassembler de l'argent, des armes et des hommes pour une expédition à l'extérieur. Les manœuvres de Maceo ont été inutiles en raison de la déception des sympathisants exilés qui n'approuvaient pas le pacte de Zanjón.
Plus tard, en 1879, Maceo et le général Calixto García Íñiguez planifiaient depuis New York une nouvelle invasion de Cuba. La Petite Guerre est déclenchée le 25 août 1879. Maceo n'avait pas personnellement combattu pendant ces batailles, il avait envoyé le général Calixto García comme responsable du commandement. Cela a permis d'éviter d'exacerber les préjudices racistes d'officiers cubains qui étaient envenimés par la propagande espagnole. Les Espagnols, en effet, ont essayé de créer l'impression que Maceo était en train de commencer une guerre raciale contre les Cubains de couleur blanche, bien que leurs efforts de propagande se soient révélés infructueux pour ternir la réputation de Maceo.
C'est pendant cette période qu'il développe une conscience antillaise et s'intéresse au projet de Confédération antillaise du Dominicain Gregorio Luperón et des Portoricains Eugenio María de Hostos (es) et Ramón Emeterio Betances. C'est ce projet que les autorités espagnoles de l'ile de Cuba utilisent pour le disqualifier auprès de la population de l'est cubain, en lui prêtant un discours de guerre raciale, menant à l'arrestation de plusieurs centaines d'hommes dits « de couleur » en décembre 1880, qui sont ensuite envoyés au bagne de Fernando Póo (actuelle île de Bioko).

## La trêve utile
Après un court séjour à Haïti, où il a été poursuivi par les Espagnols et a été victime de tentatives d'assassinat par les consulats espagnols et aussi en Jamaïque, Maceo finalement s'établit au Costa Rica, dans la province de Guanacaste. Le Président du Costa Rica attribua à Maceo une unité militaire et lui procura une petite ferme pour assurer sa subsistance. Maceo a été contacté par José Martí et le pressa de commencer la Guerre de 1895, appelée par José Marti « la guerre nécessaire ».
Maceo, avec l'expérience et la sagesse gagnées par les échecs révolutionnaires antérieurs, affirma qu'il existait un certain nombre d'obstacles à la victoire militaire dans un bref mais intense échange épistolaire avec José Martí, avertissant au sujet des causes de la défaite lors de la Guerre des Dix ans (1868-1878). José Martí a répondu avec la formule « l'armée, libre mais le pays, comme un pays avec toute sa dignité représentée[Quoi ?] et a convaincu Maceo des hautes probabilités de réussites si la guerre était préparée avec attention. Maceo a demandé comme préconisation que le haut-commandement soit assuré par Gómez ce qui a été approuvé sans réserve par la délégation du Parti Révolutionnaire Cubain. Au Costa Rica, il a dû faire face, arme à la main, à une autre tentative d'assassinat par des agents espagnols à la sortie d'un théâtre, avec comme résultat la mort de l'un des agresseurs.

## La guerre d'indépendance cubaine
En 1895, avec Flor Crombet et d'autres simples officiers, Maceo débarqua dans le voisinage de Baracoa et après avoir repoussé une tentative espagnole de le capturer et de le tuer, il s'installa dans les montagnes de cette région.
Après plusieurs difficultés, il réussit à rassembler un petit contingent d'hommes armés qui a rapidement pris de l'ampleur avec l'arrivée d'autres groupes de la région de Santiago de Cuba. Dans la ferme de La Mejorana, Maceo tient une rencontre historique, malheureuse, avec Máximo Gómez et José Martí. Les désaccords entre lui et José Martí concernent les relations entre les mouvements militaires et le gouvernement civil. Maceo s'opposait à la constitution ; José Martí campait sur sa position. Plusieurs jours plus tard, José Martí, envisagé comme un Docteur non militaire par Maceo[Quoi ?] trouve la mort dans la bataille à Dos Rios (à la confluence entre les rivières de Contramaestre et rio Cauto).
Après que Máximo Gómez ait été désigné général en chef de l'Armée de Libération Cubaine, Maceo a été nommé lieutenant-général (second dans le commandement après le général en chef). Commençant par Mangos de Baraguá (place de la protestation historique en face de Martínez-Campos), Maceo et Máximo Gómez, à la tête du commandement de deux longues colonnes de mambises, entreprit la tâche d'envahir l'Ouest de Cuba, chevauchant ou marchant sur plus de 1 000 miles en 96 jours.
Après avoir affaibli les Espagnols pendant plusieurs mois à La Havane et à Pinar del Río, Maceo arriva à Mantua, dans l'extrême ouest de Cuba, en octobre 1896 après leur avoir infligé plusieurs défaites. Ceux-ci étaient numériquement et techniquement supérieurs ; parfois, les forces cubaines étaient jusqu'à cinq fois inférieures.
Employant alternativement les tactiques de la guérilla et de la guerre ouverte, ils ont épuisé l'armée espagnole composée de plus de 250 000 soldats et ont traversé toute l'île, même à travers les murs[Quoi ?], les barrières, les sentiers militaires, construits par l'armée espagnole avec l'intention de les stopper et de faire face à la supériorité technique et numérique des Espagnols. Le niveau de coordination et de cohésion des forces cubaines étaient assuré par le fait que Máximo Gómez avait clairement établi une chaîne de commandement qui subordonnait tous les généraux à Maceo.
L'invasion de l'ouest de Cuba avait été antérieurement tentée par le général de brigade Henry Reeve pendant la guerre des Dix Ans mais avait échoué entre la section la plus à l'est de la province de Matanzas et la section la plus à l'ouest de la province de La Havane et Henry Reeve a péri. À cette époque, Maceo avait coopéré avec Henry Reeve sous le commandement de Máximo Gómez.
L'impatience d'accéder à l'indépendance et la cruauté des officiers gradés espagnols ont poussé les habitants ruraux de la moitié ouest de l'île à soutenir les hommes et la logistique de l'armée de libération.
Cela a été la cause de leur persécution par Valeriano Weyler. Des centaines de milliers de paysans ont été amenés de force dans les villes, principalement La Havane, Pinar del Río et Matanzas, et plusieurs autres villes de moindre importance dans ces trois provinces. Dans les camps de reconcentration créés pour eux, presque un tiers de la population rurale cubaine a perdu la vie[réf. nécessaire].
Contrairement aux espérances de Valeriano Weyler, ceci encouragea beaucoup de personnes à rejoindre l'armée de libération, préférant mourir sur un champ de bataille que de faim[réf. nécessaire]. En 1896, après avoir rencontré Gómez à La Havane (traversant une fois encore le sentier entre Mariel et Majana via Mariel Bay), il retourna dans les champs de Pinar del Río, pour mener des combats sanglants contre des forces adverses supérieures numériquement, menées par des généraux espagnols célèbres pour leurs victoires en Afrique et aux Philippines. Ces adversaires employaient une artillerie et les armes les plus modernes de l'infanterie, y compris le fusil Gewehr 98 ou le Mauser modèle 1898[réf. nécessaire].
Après avoir décimé les forces espagnoles dans les montagnes situées les plus à l'ouest de Cuba, Maceo se dirigea vers l'est, soit pour Las Villas soit pour Camagüey. Il projetait de rencontrer Máximo Gómez pour planifier le dernier terrain de guerre et d'établir un accord avec le Gouvernement armé entre lui et les forces en action qui résoudrait trois principaux sujets : les ascensions des officiers dans l'armée de libération, la reconnaissance de la belligérance par les pays étrangers et l'acceptation de l'aide militaire directe. Sa position était, à cette époque, d'accepter l'aide économique et les envois d'armes et de munitions de l'Europe et même des États-Unis ; il était fermement opposé à l'acceptation par les Cubains d'une intervention militaire directe des États-Unis à Cuba, pour obtenir l'indépendance.

## Mort
Sa rencontre avec Gómez et avec le Gouvernement armé n'aura pas lieu. Le 7 décembre 1896, dans le voisinage de Punta Brava, Maceo avançait à l'intérieur de la ferme de San Pedro, accompagné de son escorte personnelle (deux ou trois hommes), du médecin de son quartier général, du général de brigade José Miró Argenter et d'une petite troupe inférieure à une vingtaine d'hommes. Coupant une barrière pour faciliter les déplacements des chevaux à travers ces terres, ils sont détectés par une colonne espagnole, qui déclenche des coups de feu intenses.
Maceo est tué par deux tirs, l'un dans la poitrine et l'autre qui a brisé sa mâchoire et a pénétré dans son crâne. Ses compagnons ne pouvaient pas le porter en raison de l'intensité des coups de feu et de la taille de Maceo. Le seul rebelle qui est resté à ses côtés était le lieutenant Francisco Gómez (connu sous le nom de Panchito), fils de Máximo Gómez, qui a fait face à la colonne espagnole avec la seule intention de protéger le corps de son général. Après lui avoir tiré dessus, les Espagnols ont tué Francisco Gómez à coups de machette, laissant les corps abandonnés, sans connaître leur identité.
Maceo avait 51 ans lors de sa mort. Il a consacré 32 ans de sa vie au combat pour l'indépendance de Cuba. Il a mené 900 combats[réf. nécessaire], reçu 26 blessures par balles et a perdu son père et plusieurs de ses frères dans la guerre.
Les corps de Maceo et Panchito ont été relevés les jours suivants par le colonel Aranguren, de La Havane, qui est accouru sur le lieu de la bataille après avoir entendu les informations. Ils ont été enterrés dans le secret dans la ferme des deux frères qui avaient prêté serment de garder secret le lieu d'enterrement jusqu'à ce que Cuba devienne libre et indépendante.
Les restes d'Antonio Maceo y Grajales et de Francisco Gómez Toro reposent dans le monument de Cacahual, proche des limites de l'ancienne ferme de San Pedro. Le site est un lieu de pèlerinage pour les Cubains[réf. nécessaire].

## Héritage
En plus de son rôle comme soldat et homme d'État dans le mouvement cubain pour l'indépendance, Maceo était un stratège politique et militaire d'influence. José Martí fait partie des chefs cubains inspirés par Maceo. Dans sa correspondance on peut lire cette réflexion : « Mes devoirs envers le pays et envers mes convictions politiques personnelles dépassent l'effort humain ; avec ceux-ci, je dois être capable d'atteindre le socle de la liberté ou je dois périr pour combattre pour la rédemption de mon pays ». José Marti, parlant de lui, a dit que « Maceo avait autant de force dans sa tête que dans son bras ».
En démocratie politique, il a exprimé plusieurs fois sa sympathie pour la forme républicaine de gouvernement. Il a insisté sur sa recherche de la formule de « liberté, égalité et fraternité », remettant à l'honneur les célèbres principes de la Révolution française et recherchant la justice sociale.
Lors d'une réunion pendant la très courte visite faite à Santiago de Cuba pendant « La trêve utile », il a été invité à porter un toast et une phrase a été prononcée par un jeune homme pour souhaiter l'annexion de Cuba aux États-Unis et de faire en sorte que Cuba devienne une autre étoile dans la constellation des États-Unis. » Sa réponse a été : « Je pense, jeune homme, que cette situation serait la seule occasion pendant laquelle je porterais mon épée au côté des Espagnols ». Et prévoyant la croissance de l'expansionnisme nord-américain - il était absolument convaincu de l'inévitable victoire des armes cubaines - il a exprimé dans une lettre adressée à ses amis d'armes : « Ce pays avec ces tentatives de s'emparer de Cuba, rassemblera la poussière du sol souillé par le sang, s'il ne périt pas dans la bataille.»

## Monuments
L'aéroport international de Santiago de Cuba porte son nom. Il y a dans l'île de nombreux monuments dédiés à Maceo, entre autres à La Havane face à l'hôpital Hermanos Ameijeiras et à Santiago de Cuba, ainsi qu'au sommet du Pan de Guajaibón.
Un musée de la maison natale de Maceo est situé à Santiago de Cuba. Des documents personnels sur les guerres d'Indépendance, le drapeau brandi pour dynamiser ses troupes et la presse sur laquelle était imprimé son journal avant-gardiste Cubano libre sont rassemblés dans ce musée. Un frais patio arboré de manguiers évoque encore la mémoire de Maceo.
La place de la révolution située à Santiago de Cuba porte son nom. Cette vaste esplanade peut accueillir 200 000 personnes. Au centre de cette place, est érigée une colossale statue de 16 mètres représentant Antonio Maceo à cheval, invitant de la main à rejoindre le combat. Ce monument, complété par 23 barres de fer dressées représentant des machettes, évoque le 23 mars 1878, date de la Protesta de Baraguá. Sous le monument, le Museo Holográfico présente une série d'hologrammes relatifs aux guerres d'Indépendance.

## Galerie

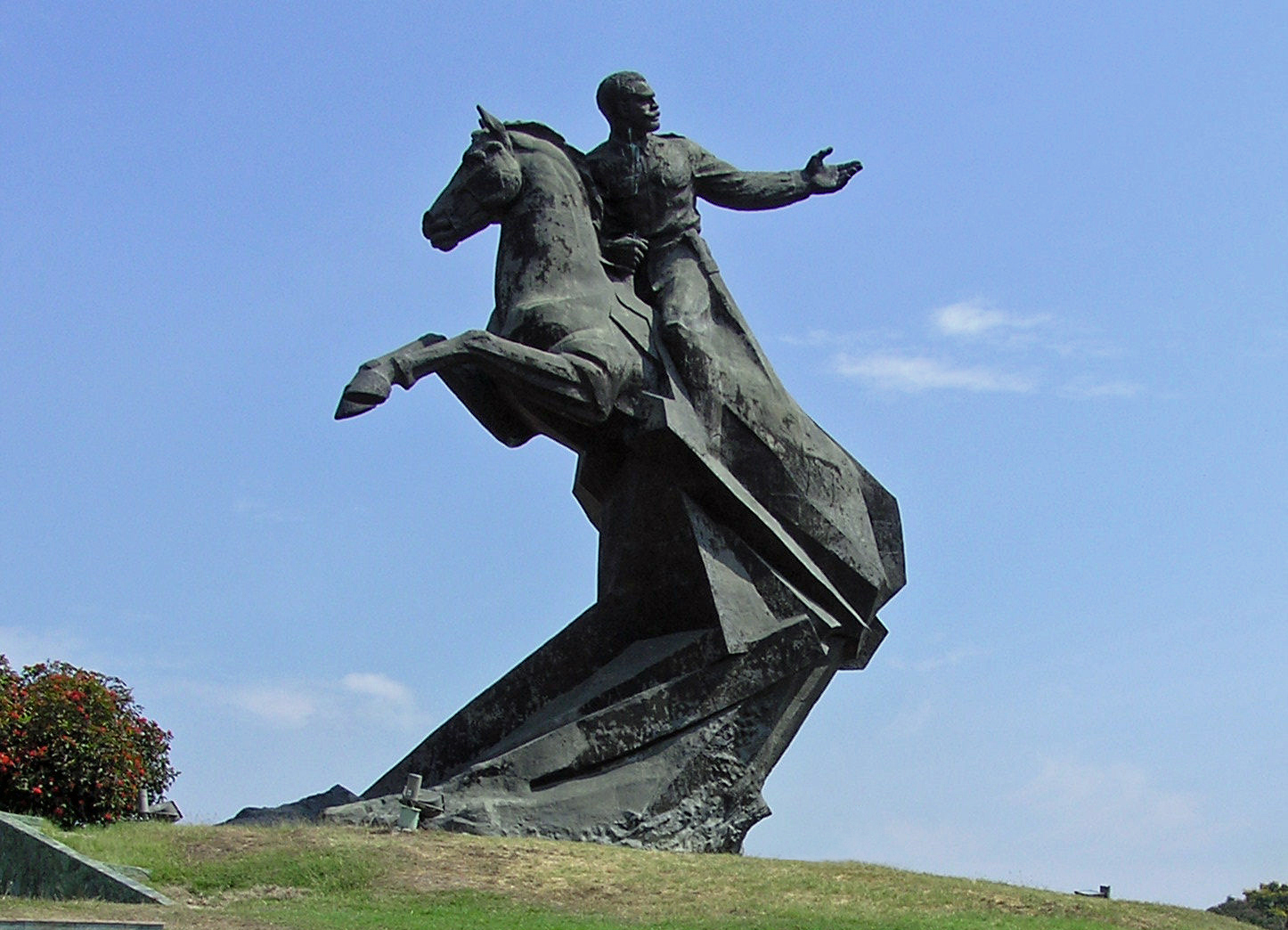
Monument à Antonio Maceo, place de la révolution à Santiago de Cuba
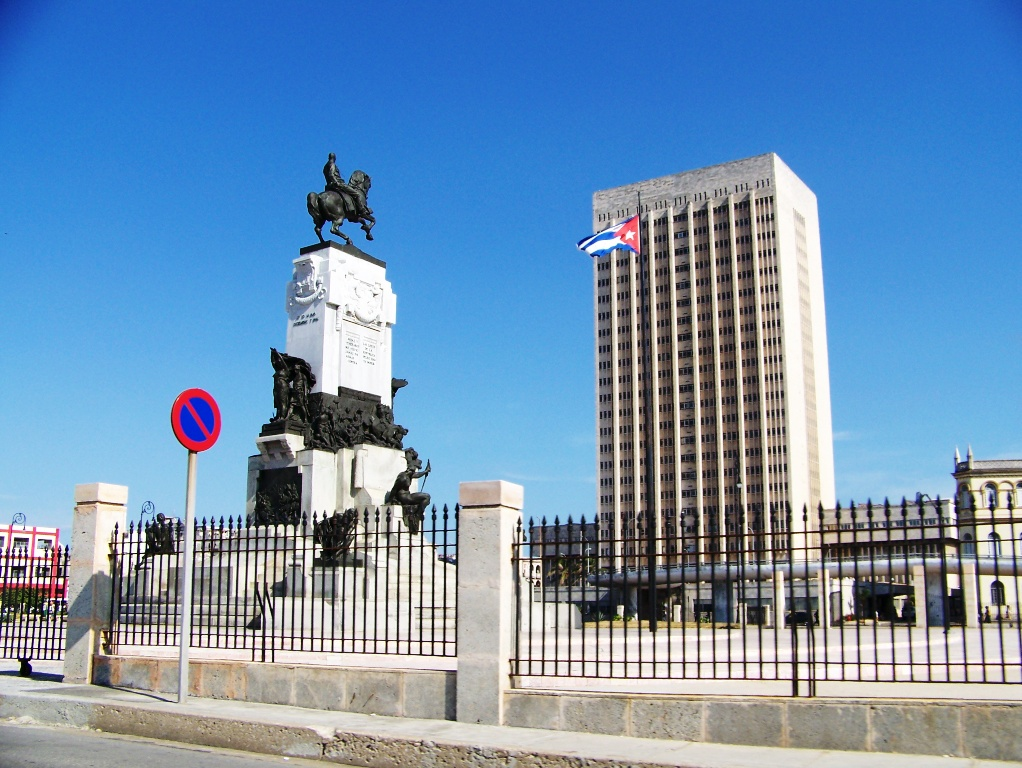
Monument à La Havane face à l'hôpital Hermanos Ameijeras
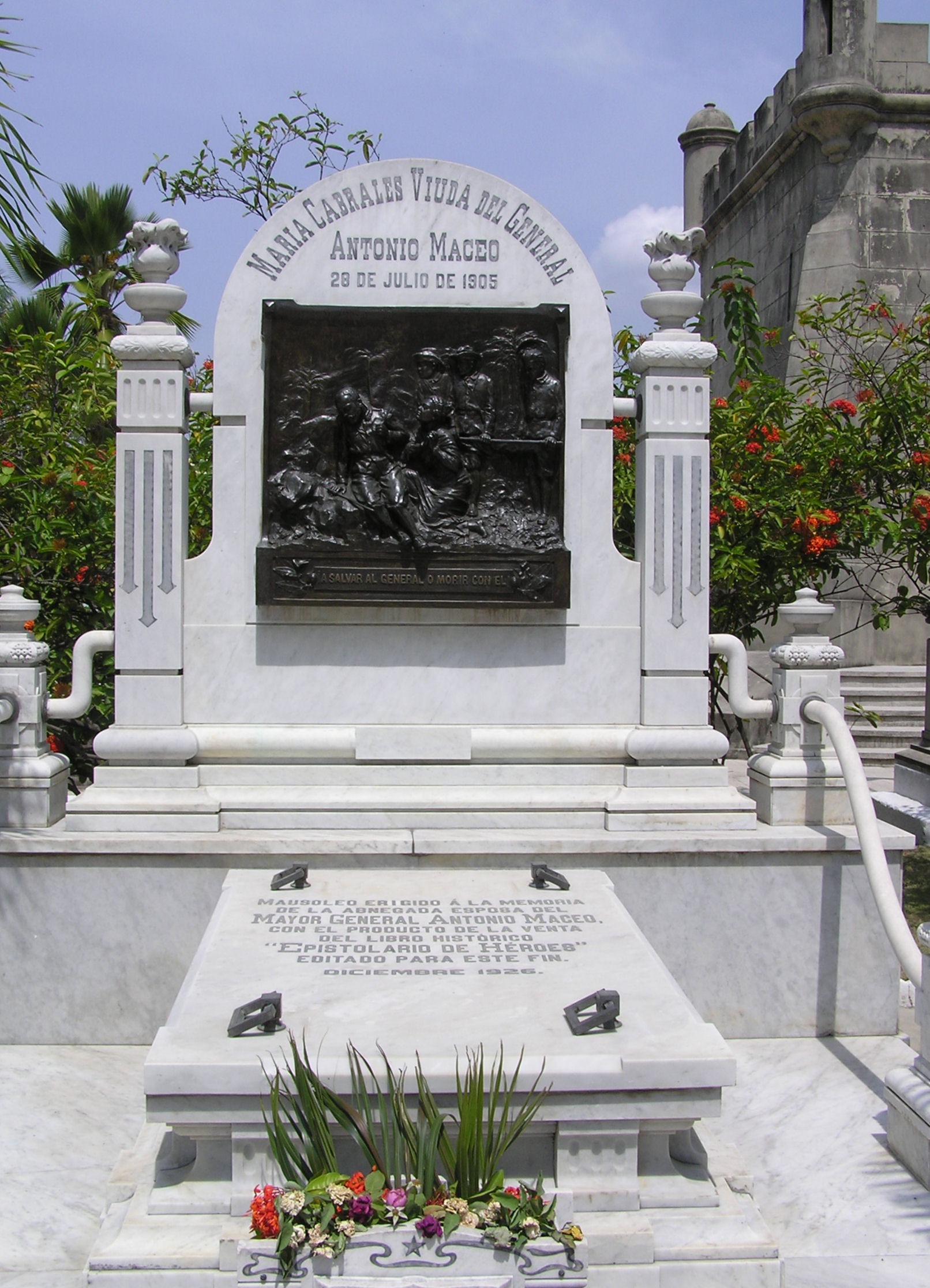
Tombe de la veuve du général Maceo au cimetière Santa Ifigenia de Santiago de Cuba
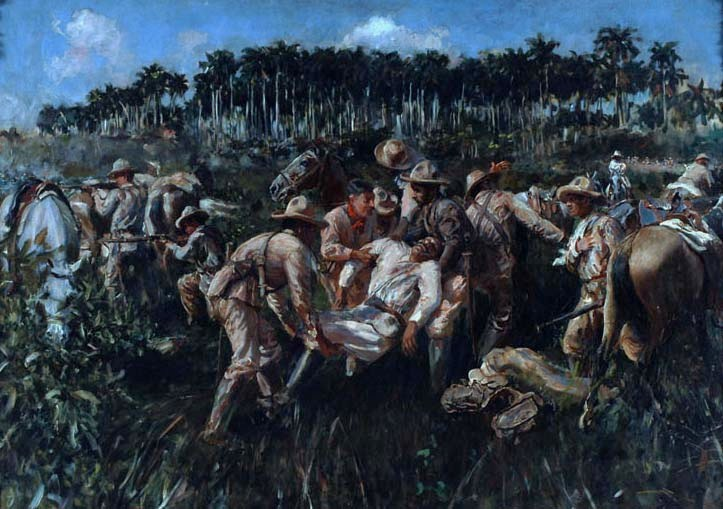
La mort de Maceo, tableau d'Armando Menocal (1863-1942)